# Société minière de Boké
Société minière de Boké (SMB) im Besitz des SMB Winning Consortiums ist das größte Bauxitabbau-Unternehmen in Guinea, dem Land mit der weltweit zweitgrößten Bauxitproduktion und den weltweit größten Bauxitreserven.
Das 2014 gegründete SMB Winning Consortium vereint drei globale Partner in den Bereichen Bauxitabbau, -produktion und -transport:
- Shandong Weiqiao, Tochterunternehmen der China Hongqiao Group, einem führenden chinesisches Aluminiumproduktionsunternehmen mit 160.000 Mitarbeitern und einem Jahresumsatz von 45 Milliarden US-Dollar,
- Singapurs Winning Shipping Ltd., eine führende asiatische Reederei,
- United Mining Supply (UMS), ein französisches Transport- und Logistikunternehmen, das seit über 20 Jahren in Guinea präsent ist.

Die Republik Guinea ist Partner und Anteilseigner von bis zu 10 %.
Seit 2015 fördert SMB Bauxit im Tagebau in der Region Boké, insbesondere in den Minen Dabiss, Santou, Kaboe and Malapouya.
Über die am Fluss Rio Nunez gelegenen Häfen von Dapilon and Katougouma wird das Erz zum größten Teil nach Asien exportiert. China bezieht hierher 50 % seines Bauxit-Imports.
Im Jahr 2020 hat Guinea 87,8 Millionen Tonnen Bauxit produziert und davon 94 % exportiert (mehr als 82,5 Millionen Tonnen; 4,1 Milliarden US-Dollar Umsatz).
SMB ist heute (Stand 2020) mit einer Jahresproduktion von 33 Millionen Tonnen Bauxit das größte der neun guineisischen Bauxitabbau-Unternehmen, gefolgt von der bereits 1963 gegründeten Compagnie des Bauxites de Guinée (CBG).

## Umwelt- und Sozialprobleme
Die Auswirkungen von SMB auf Guinea sind komplex und umstritten.
SMB bekennt sich selbst zur eigenen ambitionierten gesellschaftlichen Unternehmensverantwortung (Corporate Social Responsibility).
Nach eigenen Aussagen trägt das Unternehmen erheblich zur regionalen Wertschöpfung bei. Es habe indirekt über die Bergbau-Aktivitäten mehr als 10.000 Arbeitsplätze geschaffen. 2019 hat das SMB Winning Consortium den Bau einer neuen Bahn-Linie von 135 km Länge zwischen dem Bergbau-Gebiet Santou und dem Hafen Dapilon begonnen und 2021 größtenteils (125 km) fertiggestellt. Der damit mögliche Bauxit-Transport auf der Schiene wird gewürdigt, weil die bisherigen Bauxit-Transporte durch SMB auf den Straßen (4000 bis 5000 LKW pro Tag) gesundheitsschädlichen Staub erzeugen. Es wurde auch zugesagt, über die neue Bahn-Linie nicht nur Bauxit, sondern auch andere industrielle und landwirtschaftliche Güter zu transportieren.
Ende 2018 kündigte die SMB an, eine Aluminium-Raffinerie in Guinea zu errichten. Damit würde die regionale Wertschöpfung erhöht. Aber es gibt Warnungen, dass damit die in Guinea im Vergleich zu China niedrigeren Standards zu Lasten der Umwelt ausgenutzt werden könnten.
Im Kontrast zum SMB-eigenen positiven Selbstverständnis gibt es Proteste gegen SMB und massive Kritik an SMB wegen Missachtung des Umweltschutzes und von Menschenrechten. Auf die entsprechenden Vorwürfe von Human Rights Watch gegen SMB aufgrund einer Recherche aus dem Jahr 2018 hat dessen Generaldirektor im Juni 2021 reagiert.
Der Flächen- und Wasserverbrauch beim Bauxitabbau ist sehr hoch. Für die Anwohner, die in der Nähe der Tagebaue leben, bedeuten verschmutzte Wasserressourcen eine schwere Belastung. Brunnen und Quellen versiegen oder werden durch Dreck und Sedimente unbrauchbar. Menschen müssen immer weitere Wege zurücklegen, um Wasser zu holen. Mehrfach, z. B. 2017, kam es zu Protesten gegen SMB mit Versuchen den Betrieb zu blockieren.
Im Jahr 2019 hat SMB begonnen, im Bergland von Simandou ab 2025 Eisenerz abzubauen. Simandou ist mit seinen Wäldern und Savannen sehr artenreich. Die Artenvielfalt ist durch den Bergbau stark gefährdet. Beispielsweise ist die Population der in Westafrika lebenden Schimpansen von 1990 bis 2020 von 190.00 auf 35.000 Tiere um vier Fünftel geschrumpft.